# Avilly-Saint-Léonard

Avilly-Saint-Léonard este o comună în departamentul Oise, Franța. În 1 ianuarie 2022 avea o populație de 866 de locuitori.